# Linha 5 (Metro de Barcelona)

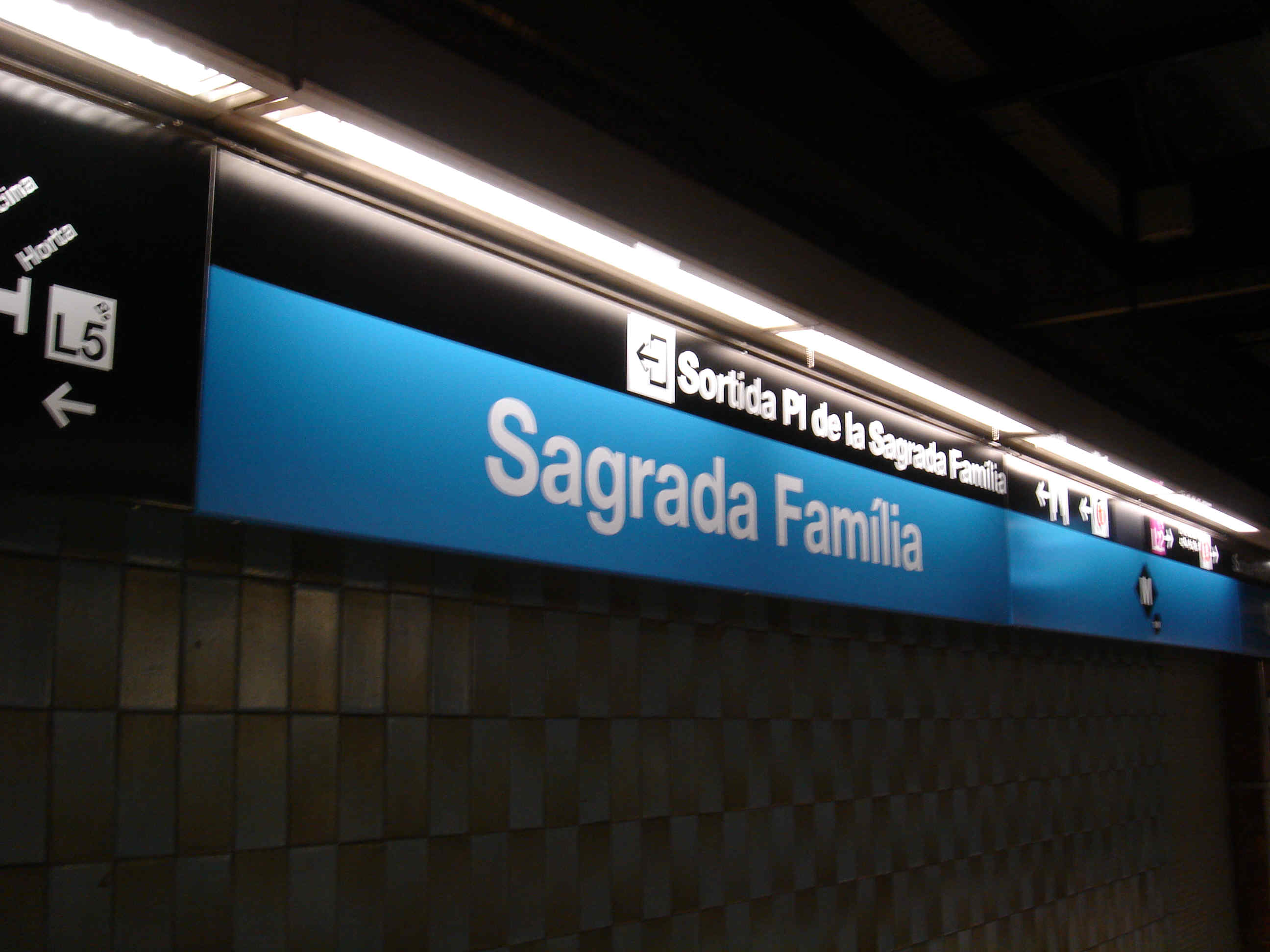
Estação Sagrada Familia.

A Linha 5 do Metro de Barcelona foi projetada para como uma segunda linha transversal com o objetivo de complementar os serviços prestados pela  Linha 1 (Metro de Barcelona).

## História
O trecho inicial foi inaugurado no ano de 1959, entre as estações  Collblanc e  Diagonal. No ano seguinte foi feito a extensão até a estação  Sagrada Familia.
Ainda na década de setenta, a linha chegou até os municípios de Hospitalet de Llobregat e Cornellá de Llobregat.
A última inauguração, aconteceu em 1983, com a entrada em operação do trecho estre as estações  Sant Ildefons e Cornellà Centre.
A Linha 5 do Metro de Barcelona dispõe de conexões de serviços com as linhas Linha 1, Linha 2, Linha 3, Linha 4, Linha 6 e Linha 7.

## Informações técnicas

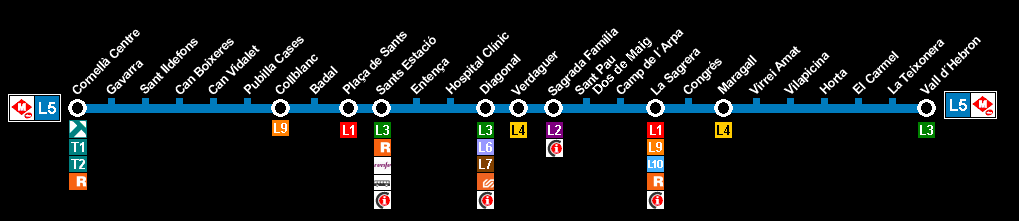
Linha 5 do Metro de Barcelona.

| Cor                           | Azul                            |
| Número de estações            | 26 (+1 em construção)           |
| Tipo                          | Metro convencional              |
| Distância                     | 19,1 km.                        |
| Trens                         | Serie 5000.                     |
| Tempo de viagem               | 37 minutos de ponta a ponta.    |
| bitola da via                 | 1.435 mm (bitola internacional) |
| Tração                        | Eletricidade                    |
| Trecho ao ar livre            | Estação Can Boixeres            |
| Cobertura de telefone celular | Disponível em toda linha        |
| Oficinas e páteos de manobra  | Can Boixeres e Vilapicina       |
| Operadora                     | TMB                             |

## Veja mais
- Metro de Barcelona